# Schwefelbad Mingolsheim
Das Schwefelbad Mingolsheim wurde in der Gemeinde Mingolsheim, einem Ortsteil der heutigen Gemeinde Bad Schönborn gegründet und betrieben.

## Geschichte
1905 erbohrte Otto Sebastian Weickgenannt im Garten der 20 Zimmer fassenden Villa der Familie eine Schwefelquelle. Im Tagebuch seines Sohnes Franz Weickgenannt heißt es: „Mit großer Kraft und übelriechendem Gas vermischt schoss das Wasser aus dem Bohrloch, so dass die Bohrleute sich mit aller Mühe aus dem oberen breiten Brunnenschacht retten konnten. Man hatte hier so einen Aufbruch des Wassers noch nie erlebt. Ein unheimliches Glucksen begleitete den etwa 3 Meter hohen Wasserstrahl, und die ausströmenden Gase verpesteten die ganze Umgebung.“
In den folgenden Jahren wurde diese Villa Weickgenannt zu einem Badebetrieb für Kurgäste ausgebaut, wodurch der bestehende Kurbetrieb in Mingolsheim eingeleitet wurde. Neben seinem Sohn Franz Weickgenannt unterstützte auch der Neffe des Otto Sebastian Weickgenannt, der Theologiestudent Richard Weickgenannt ihn beim weiteren Ausbau des Schwefelbads. „1920 half ihm Richard, die Schwefelbad Mingolsheim GmbH zu gründen und stand ihm auch beim Verkauf an den Caritasverband 1922 zur Seite. Er unterstützte ihn weiterhin bei dem Gerichtsverfahren gegen einen Hochstapler, der sich als Caritasrektor ausgab und dabei den vertraglich vereinbarten Kaufpreis vom Caritasverband bzw. diversen katholischen Institutionen und Bischöfen einzuforden (sic). Bis heute wurde er jedoch nicht entrichtet.“
Das ehemals das Schwefelbad Mingolsheim umfassende Areal samt Schwefelquelle ging in den Sankt Rochus Kliniken in Bad Schönborn auf. Nach 50-jähriger Trägerschaft durch den Bischöflichen Stuhl zu Speyer ging die Trägerschaft 2005 erneut auf eine Caritasinstitution, die CTS Caritas Trägerschaft Saarbrücken, über.